# Apparecchio per lo studio della dilatazione dell'aria

Schema animato del funzionamento dell'apparecchio di Volta

L'apparecchio per lo studio della dilatazione dell'aria è uno strumento creato da Alessandro Volta negli anni che vanno dal 1792 al 1796 durante le sue ricerche sulla densità e tensione dei vapori saturi e sulla loro dipendenza dalla temperatura.

## Funzionamento
Un vaso di vetro, formato da un bulbo collegato con un cilindro graduato, viene parzialmente riempito di acqua e posto capovolto in un grande recipiente, pure contenente acqua, in modo che risulti completamente immerso; una certa quantità di aria resterà imprigionata nel bulbo e in parte del cilindro e il volume di tale aria potrà essere determinato attraverso le tacche segnate sul cilindro stesso.
Se si riscalda l'acqua questa a sua volta riscalderà l'aria che si dilaterà spingendo fuori dal cilindro una certa quantità di acqua. Se il riscaldamento è abbastanza lento si può supporre che la temperatura dell'aria sia eguale a quella dell'acqua che la circonda, allora, misurando la temperatura dell'acqua e il volume dell'aria alle diverse temperature e possibile ricavare la legge di dilatazione dell'aria.

## Importanza
Volta trovò che l'aumento di volume è direttamente proporzionale all'aumento di temperatura; più precisamente, per ogni grado di temperatura il volume cresce di una quantità pari a 1/273 del volume del gas a 0 °C.
Nei primi mesi del 1791 Volta arrivò con questo metodo a determinare, dieci anni prima di Joseph Louis Gay-Lussac, la legge della dilatazione uniforme dell'aria, ovvero la Legge di Volta Gay-Lussac.